# Lister Glacier (glaciär i Antarktis, lat -64,10, long -62,35)
Lister Glacier är en glaciär i Antarktis. Den ligger i Västantarktis. Argentina, Chile och Storbritannien gör anspråk på området. Lister Glacier ligger 443 meter över havet.
Terrängen runt Lister Glacier är kuperad åt nordost, men åt sydväst är den bergig. Havet är nära Lister Glacier åt nordost. Trakten är obefolkad. Det finns inga samhällen i närheten. 